# ジョン・オーウェン
ジョン・オーウェン（John Owen、1973年5月11日 - ）は、イギリスの自動車技術者であり、自動車レースのフォーミュラ1（F1）の車両設計で知られる。専門分野はレーシングカーの空気力学。

## 経歴
インペリアル・カレッジ・ロンドンで1997年に航空工学の修士号、次いで2000年に空気力学の博士号を取得した。
2001年2月にイギリス・ブラックリーのレイナード・モータースポーツにエアロダイナミシスト（空気力学の専門家）として加わり、モータースポーツのキャリアを始めた。
レイナードに在籍したのは1年足らずで、同年12月にスイスのヒンウィルに所在するザウバーチームに移籍し、2004年には同チームのシニアエアロダイナミシストに昇進した。2006年にチームがBMWザウバーになった後も同チームに留まり、同職を務め続けた。

### ホンダ - ブラウンGP - メルセデス
2007年にイギリス・ブラックリーに戻り、ホンダのF1チームであるホンダ・レーシング・F1チーム（HRF1）に、プリンシパルエアロナイダイナミシストとして加入した。この役職はチーフエアロダイナミシスト（空力設計主任）のロイック・ビゴワに次ぐもので、空力部門のナンバー2にあたる。
2008年末にホンダは撤退したが、翌2009年シーズンは「ブラウンGP」となったチームに留まり、引き続きプリンシパルエアロダイナミシストを務めた。この年の車両「ブラウン・BGP001」は選手権タイトルを制覇したが、特に空力面で注目を浴びた（詳細は車両の記事を参照）。
2010年に同チームはメルセデスワークスチームとなり、オーウェンはチーフデザイナーに就任した。以降、2022年現在も同職を務めている。この間の大部分に渡って、同チームの車両は高い競争力を示し続け、同チームは2014年から2021年にかけて、コンストラクターズチャンピオン（製造者部門の選手権タイトル）を8年連続で獲得した。

## 人物

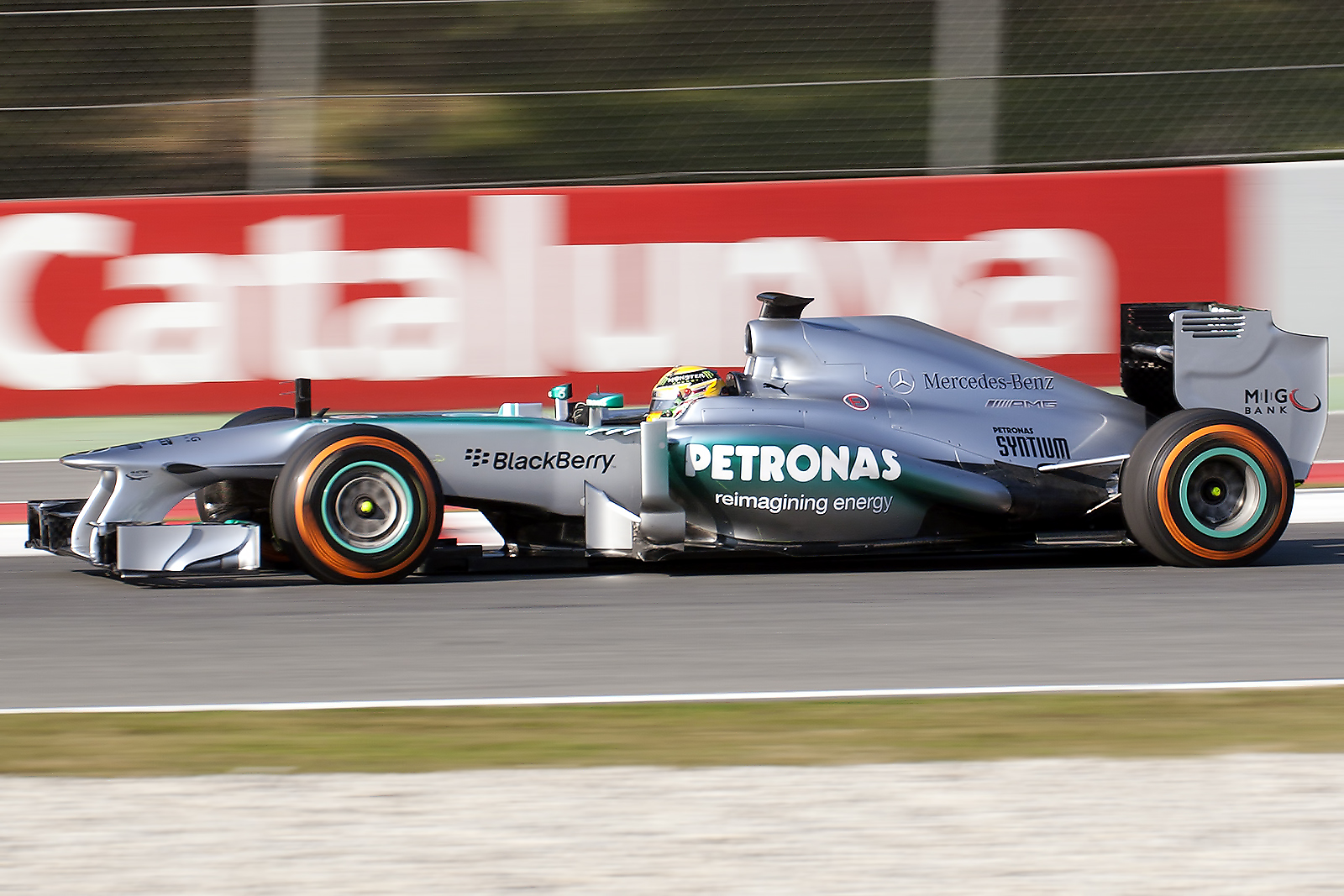
メルセデス・F1 W04（2013年）

後にメルセデスチームで同僚となるマイク・エリオットはインペリアル・カレッジ・ロンドンの博士課程で同じ研究室だった
。その当時、オーウェンはエリオットにF1を勧め、彼がモータースポーツの道に進むきっかけを与えた。
メルセデスで手掛けた車両で気に入っている車両を尋ねられて、（チャンピオンタイトルを獲得した車両のいずれかではなく）2013年のW04だと答えている。理由として、この車両によってチームは初優勝を手にし、コンストラクターズランキングも年間2位に浮上しており、2012年（W03）から2013年にかけての技術的な飛躍はチームとしては最大のものだったからだと述べている。

## 年譜
役職は就任時期を記載。
- 1993年 - 1997年 インペリアル・カレッジ・ロンドン在学、航空工学・修士課程[1]
- 1997年 - 2000年 インペリアル・カレッジ・ロンドン在学、ブラフボディ空気力学（Bluff Body Aerodynamics）・博士課程[1]
- 2001年2月 レイナード・エアロダイナミシスト[3][1]
- 2001年12月 ザウバー・エアロダイナミシスト[3][1]
- 2004年2月 ザウバー・シニアエアロダイナミシスト[3][1]　※BMWザウバー（2006年）でも同職[3][1]
- 2007年8月 ホンダ（HRF1）・プリンシパルエアロダイナミシスト[3][1]　※ブラウンGP（2009年）でも同職[3][1]
- 2010年3月 メルセデスAMG F1・チーフデザイナー[3][1]（現職・2022年時点）

## 参考資料
雑誌 / ムック
- 『GP Car Story』シリーズ
  - 『Vol.42 Brawn BGP001』三栄、2023年1月27日。ASIN 4779647398。ISBN 978-4-7796-4739-0。ASB:GPC20221214。